# خیلی خوب (فیلم ۱۹۸۱)
خیلی خوب (به انگلیسی: So Fine) فیلمی محصول سال ۱۹۸۱ و به کارگردانی اندرو برگمن است. در این فیلم بازیگرانی همچون رایان اونیل، جک واردن، ماری‌آنجلا ملاتو، ریچارد کیل و فرد گوین ایفای نقش کرده‌اند.